# Heinz Schilcher (Apotheker)

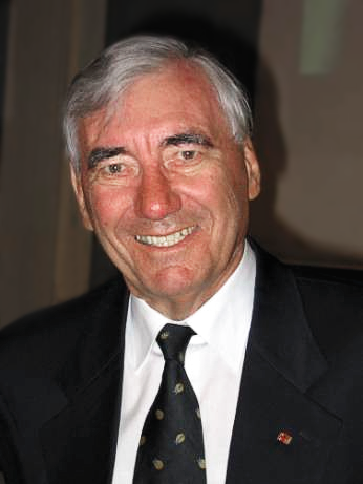
Heinz Schilcher, vor 2014

Heinz Schilcher (* 21. Februar 1930 in Burgheim; † 17. Juni 2015 in Immenstadt im Allgäu) war ein deutscher Apotheker und Hochschullehrer, der sich für das Fachgebiet der Phytotherapie einsetzte. Durch seine Arbeiten trug er dazu bei, dass die Phytotherapie in der wissenschaftlichen Medizin Anerkennung fand. Er gilt als „Vater einer reproduzierbaren Phytopharmaka-Qualität“.

## Leben und Werk

### Jugendzeit und Ausbildung
Heinz Schilcher wurde als erstes von insgesamt drei Kindern des Müllermeisters und Mühlenbesitzers Josef Schilcher und dessen Frau Anna, geb. Grünthaner, in Burgheim bei Neuburg geboren. Er besuchte die Grundschule in Bittenbrunn bei Neuburg. 1941 folgte der Besuch der Oberschule für Jungen, später des Descartes-Gymnasiums in Neuburg an der Donau.
Nach Kriegsende gab es für ein Jahr keinen Schulunterricht, in dieser Zeit absolvierte er in der Mühle des Vaters eine Art „Praktikum“. 1950 legte Heinz Schilcher am Descartes-Gymnasium das Abitur ab.
Von 1950 bis 1952 folgte ein Praktikum in der Krankenhaus-Apotheke der Barmherzigen Brüder in Neuburg. Während der Praktikantenzeit beschäftigte sich Schilcher u. a. mit der Herstellung von Darreichungsformen für die naturheilkundliche Abteilung des Krankenhauses und absolvierte eine halbjährige medizinische Famulatur, um auch Patienten zu erleben und Arzneimittelwirkungen an ihnen zu studieren.
Von 1952 bis 1956 studierte er Pharmazie an der Ludwig-Maximilians-Universität München. 1956 absolvierte er das Staatsexamen der Pharmazie an der LMU München und promovierte bis Mai 1959 bei Ludwig Hörhammer zum Thema Zur Kenntnis der Inhaltsstoffe von Lycopus europaeus L. und Lycopus virginicus L. (Wolfstrappkraut) und deren Wirkungen bei Hyperthyreose am Institut für Pharmazeutische Arzneimittellehre. Im Rahmen dieser Promotion wurde die erste chromatographische Gesamtanalyse des Pflanzenextrakts durchgeführt, bei der auf Flavonoide, Hydroxyzimtsäuren, Gerbstoffe, 4-Hydroxycumarine Aminosäuren, Alkaloide, Ätherische Öle, Polysaccharide und Mineralstoffe (z. B. Fluoride) geprüft wurde. Auch wurde am Institut der erste biologische Test zur Prüfung der Wirkung bzw. Wirksamkeit eingeführt. Der antigonadotrope Effekt wurde an Kaulquappen erforscht. Während der Promotionszeit studierte er zusätzlich vier Semester Medizin.
Nach der Promotion führte Heinz Schilcher im Auftrag von Prof. Hörhammer ein chromatographisch ausgerichtetes phytochemisches Praktikum durch, das weltweit erste phytochemische Studentenpraktikum innerhalb des Pharmazie-Studiums.
Früh prägte ihn Rudolf Fritz Weiss, der durch sein Lebenswerk die Pflanzenheilkunde aus einer zunächst reinen Erfahrungsheilkunde zu einer systematischen und damit lehr- und lernbaren Methode führte. Heinz Schilcher setzte diese Entwicklung im Kontakt zu Weiss fort.

### Weitere berufliche Entwicklung
1963 trat Heinz Schilcher als Leiter der Wissenschaftlichen Abteilung sowie Herstellungs- und Kontroll-Leiter in die Firma Salus ein. 1963 bis 1974 entwickelte Schilcher in dieser Funktion 75 Phytopharmaka und führte pharmakologische und klinische Prüfungen an mehr als zwanzig Pflanzenpräparaten durch. 1964 erfolgte die weltweit erste Publikation eines Vorschlages für standardisierte Phytopharmaka (Kamille, Weißdorn, Johanniskraut) anhand von chromatographischen Fingerprints, ergänzt durch physikalische Messparameter. In der Literatur wird Heinz Schilcher seither als „Vater der Phytopharmaka-Standardisierungen“ bezeichnet.
1968–2003 war Heinz Schilcher öffentlich bestellter und vereidigter Sachverständiger für Drogen und Drogenzubereitungen bei den Industrie- und Handelskammern von München, Stuttgart und Berlin.
1973 erfolgte sein erster Ruf als Professor an die Universität Marburg, wo er bis 1977 blieb. Ab 1978 lehrte Heinz Schilcher an der Universität Tübingen und war hauptberuflich Mitglied der Geschäftsleitung der Firma Fink in Herrenberg mit dem Geschäftsbereich Produktion, Entwicklung und Forschung.
1983 folgte Heinz Schilcher dem Ruf an die Freie Universität Berlin als Professor, Dekan des Fachbereiches Pharmazie (1986–1989) und geschäftsführender Direktor des Institutes für Pharmazeutische Biologie, ein Amt, das er bis zu seiner Emeritierung 1995 ausfüllte.
Seit 1995 bekleidete Schilcher die Funktion eines Mitglieds des Vorstandes des wissenschaftlichen Beirates des Zentralverbands der Ärzte für Naturheilverfahren und Regulationsmedizin e. V. (ZAEN) und des Beirates für die Ärztezeitschrift für Naturheilverfahren. 2005 wurde Heinz Schilcher zum 1. Vorsitzenden der Sachverständigen-Kommission für Traditionell angewendete Arzneimittel nach § 109a AMG ernannt.
Die interdisziplinäre wissenschaftliche Beschäftigung mit dem Anbau, der Gewinnung, Lagerung und Verarbeitung von Arznei- und Gewürzpflanzen, der Analytik von Pflanzeninhaltsstoffen und deren Eignung für die Qualitätsprüfung, sowie Standardisierung von Phytopharmaka bis hin zu pharmakologischen bzw. experimentellen und klinischen Studien von Naturstoffen und pflanzlichen Zubereitungen bildete den Schwerpunkt seiner Arbeit und ist in rund 300 Publikationen und 19 Lehr- und Handbüchern (als Autor oder Co-Autor) dokumentiert.

### Schwerpunkt der wissenschaftlichen Tätigkeit
Im Mittelpunkt von Heinz Schilchers Forschungen standen:
- Vorschläge für die Standardisierung von Phytopharmaka, dabei Erst-Autor der Begriffe Koeffektoren (1965), Leitsubstanzen (1977) und wirksamkeitsmitbestimmende Inhaltsstoffe (1995)
- Analytik von unerwünschten Drogenkontaminationen (Pestizide, Schwermetalle, Ethylenoxid, mikrobielle Keimbelastung, Drogenschädlinge) und Vorschläge zur Reduzierung der Kontaminationen
- Ätherische Öle von der Pflanze bis zur klinischen Anwendung, dabei besonders intensive Beschäftigung mit Kamillenblüten, dokumentiert in drei Lehr- und Handbüchern
- Entwicklung und Prüfung wirksamer Phytopharmaka als Fertigarzneimittel

Flaggschiff unter den zahlreichen Buchbeiträgen und Büchern ist sein Fachbuch Leitfaden Phytotherapie, das er mit Susanne Kammerer im Urban & Fischer Verlag im Jahre 2000 veröffentlichte. 2010 ist unter der Herausgeberschaft von Schilcher, Kammerer und Wegener die vierte Auflage dieses mittlerweile 1200 Seiten umfassenden Werks erschienen. Dieses Buch bezeichnet Schilcher selbst als sein Lebenswerk. In der Fachwelt wird der Leitfaden als „Bibel“ der Phytotherapie bezeichnet.
Dabei war und ist der Hauptzweck seiner Bücher immer der Bezug der Heilpflanze zur Anwendung in der ärztlichen Praxis.

## Privates

### Familie
1960 bis 1977 war Heinz Schilcher mit der Apothekerin Renate Schilcher verheiratet, 1961 wurde der Sohn Stefan geboren.
Seit 1982 war er mit der Apothekerin Barbara Schilcher verheiratet, die ihn bei seiner wissenschaftlichen Arbeit unterstützte.

### Kanusport
- 1947–1952 bestritt Schilcher Kanu-Rennen für den Donau-Ruder-Club Neuburg, ab 1953 bis 1980 für die Turngemeinde München (TGM).

Heinz Schilcher gewann zahlreiche Medaillen und war Bayerischer und Süddeutscher Meister im Wildwasser-Rennsport. Drei Jahre lang war er Mitglied der deutschen Nationalmannschaft.
1956 wurde Schilcher Britischer Wildwassermeister. Dreimal gelang es ihm, das Kanu-Ski-Rennen in Mittenwald (Dammkar) und in Scharnitz (Obere Isar) zu gewinnen, er gewann auch ein Kanu-Skirennen im Allgäu (Schönblick/Breitach).
Ab 1962 war Schilcher als Sportfunktionär tätig, dabei acht Jahre als Vizepräsident und vier Jahre als Präsident des Bayerischen Kanu-Verbandes.
Bei den Olympischen Spielen in München 1972 leitete Schilcher das Wettkampfbüro an der Regattastrecke Oberschleißheim.
Als internationaler Kampfrichter wurde er von der International Canoe Federation achtmal bei Kanu-Weltmeisterschaften eingesetzt.

### Skisport
- 1949–1952: Teilnahme an mehreren Skimeisterschaften, gestartet für den Alpenverein Neuburg
- 1973–2002 nahezu regelmäßige Teilnahme am Coupe du Monde de Ski des Pharmaciens (24×), dabei gewann er zahlreiche Gold- und Silbermedaillen für das Pharma-Ski-Team Deutschland (Riesentorlauf: 17 Mal Gold, sechsmal Silber; Spezial-Torlauf: 19 Mal Gold und fünfmal Silber in der jeweiligen Altersklasse).
- 2007 bei der Weltmeisterschaft der Ärzte und Apotheker in Schladming/Tirol errang er die Goldmedaille im Spezial-Slalom (mit 77 Jahren in der Seniorenklasse)

## Bedeutung
Heinz Schilcher setzte die Bemühungen von Weiss fort, „aus einer Erfahrungsheilkunde mit den Vorstellungen tradierter Heilkunst in vorwiegend ethnomedizinischen Systemen eine systematische und damit für den Arzt und Wissenschaftler lehr- und lernbare Methode zu erarbeiten“. (Bühring)
Schilchers Triebfeder für eine kritische Lehre war in seiner Arbeit über Jahrzehnte die Qualitätskontrolle. Er forderte bereits seit 1964 eine konkrete Standardisierung für Phytopharmaka, definierte die Coeffektoren in Phytopharmaka (1965) und den Begriff der Leitsubstanz (1977). Ab 1971 forderte er in seinen Publikationen den gezielten Anbau für Arzneipflanzen und analytische Untersuchungen zum Ausschluss von Pestiziden und Schwermetallen (1969 und 1971).
Als kritischer Betrachter historischer Entwicklungen der Heilpflanzenlehre wies er seit 1981 auch immer wieder auf die Grenzen therapeutischer Möglichkeiten dieser Pharmaka hin und forderte die Aufstellung von Standards für die Fachdisziplin Phytotherapie in der ärztlichen Fort- und Weiterbildung. Schilchers Arbeits- und Lebenswerk war es, Ärzten wirksame, sichere und kalkulierbare Pflanzenheilmittel für ihre verantwortungsvolle Tätigkeit in die Hände zu geben.

## Preise und Auszeichnungen
- 1985 Sebastian-Kneipp-Preis
- 1988 Rudolf-Fritz-Weiss-Preis
- 1990 die Universitäts-Verdienstmedaille der Semmelweis Medical University Budapest
- 1991 Sertürner-Gedenkmünze
- 1993 Bundesverdienstkreuz 1. Klasse des Verdienstordens der Bundesrepublik Deutschland
- 1994 Aulus-Cornelius-Celsus-Medaille des Zentralverbandes der Ärzte für Naturheilverfahren
- 1997 Umweltpreis der Bayerischen Staatsregierung
- 2002–2007 Ehrenmitglied der Gesellschaft für Arzneipflanzenforschung (GA), der Gesellschaft für Phytotherapie, des Institutes für Heilpflanzenforschung in Poznań (Posen) und der Ungarischen Gesellschaft für Phytotherapie
- 2003 Ehrendoktorwürde der Universität für Medizin und Pharmazie Tirgu-Mures (Neumarkt/Siebenbürgen)
- 2003 Ehrenpräsident des Zentralverbandes der Ärzte für Naturheilverfahren
- 2006 20th Century Authority Award for Chamomile Research and Development
- 2007 Ehrendoktorwürde der Semmelweis-Universität Budapest
- 2009 Ehrenpreis der Gemeinnützigen Forschungsvereinigung Saluplanta e. V.

## Publikationen

### Als Autor
Insgesamt 304 wissenschaftliche Publikationen
Aufsätze
- Phytotherapie. Möglichkeiten und Grenzen. In: Deutsche Apotheker-Zeitung. Band 128, 1988, S. 2–10.
- In vitro antimicrobial activities of essential oils monographed in the „European Pharmacopoeia“ 6th edition. In: Gerhard Buchbauer u. a.: Handbook of Essential Oils. Science, Technology and Application. CRC-Press, Boca Raton, La. 2010, ISBN 978-1-4200-6315-8, S. 353–548 (zusammen mit Alexander Pauli).

Bücher
- Freiverkäufliche Arzneimittel. Vorbereitung auf die Sachkenntnisprüfung und Leitfaden für die Praxis im Einzelhandel. 6. Aufl. Wissenschaftliche VG, Stuttgart 2006, ISBN 978-3-8047-2207-1.
- Ingwer. Gesundheit & Genuss. 5. Aufl. Walter Hädecke Verlag, Weil der Stadt 2010, ISBN 978-3-7750-0542-5.
- Die Kamille. Handbuch für Ärzte, Apotheker und andere Naturwissenschaftler. Wissenschaftliche VG, Stuttgart 1987, ISBN 978-3-8047-0939-3.
- Kleines Heilkräuter-Lexikon. 5. Aufl. Walter Hädecke Verlag, Weil der Stadt 2008, ISBN 978-3-7750-0492-3.
- Phytotherapie in der Kinderheilkunde. Handbuch für Ärzte und Apotheker. Wissenschaftliche VG, Stuttgart 2006, ISBN 978-3-8047-2244-6.
- Phytotherapie in der Urologie. 2. Aufl. Hippokrates Verlag, Stuttgart 2001, ISBN 978-3-7773-1048-0.
- Sachkundenachweis für freiverkäufliche Arzneimittel in Fragen und Antworten. 4. Aufl. Wissenschaftliche VG, Stuttgart 2002, ISBN 978-3-8047-1903-3.
- Duft- und Heilpflanzen: sehen, verstehen, anwenden. 1. Aufl. Stadelmann Verlag, Wiggensbach 2012, ISBN 978-3-9437-9303-1.

### Als Herausgeber
- Chamomile. Industrial Profiles. Verlag Taylor & Francis, New York 2005, ISBN 0-415-33463-2 (zusammen mit Rolf Franke).
- Leitfaden Phytotherapie. 4. Aufl. Urban & Fischer Verlag, München 2010, ISBN 978-3-437-55343-1.